# Новиков, Михаил Васильевич

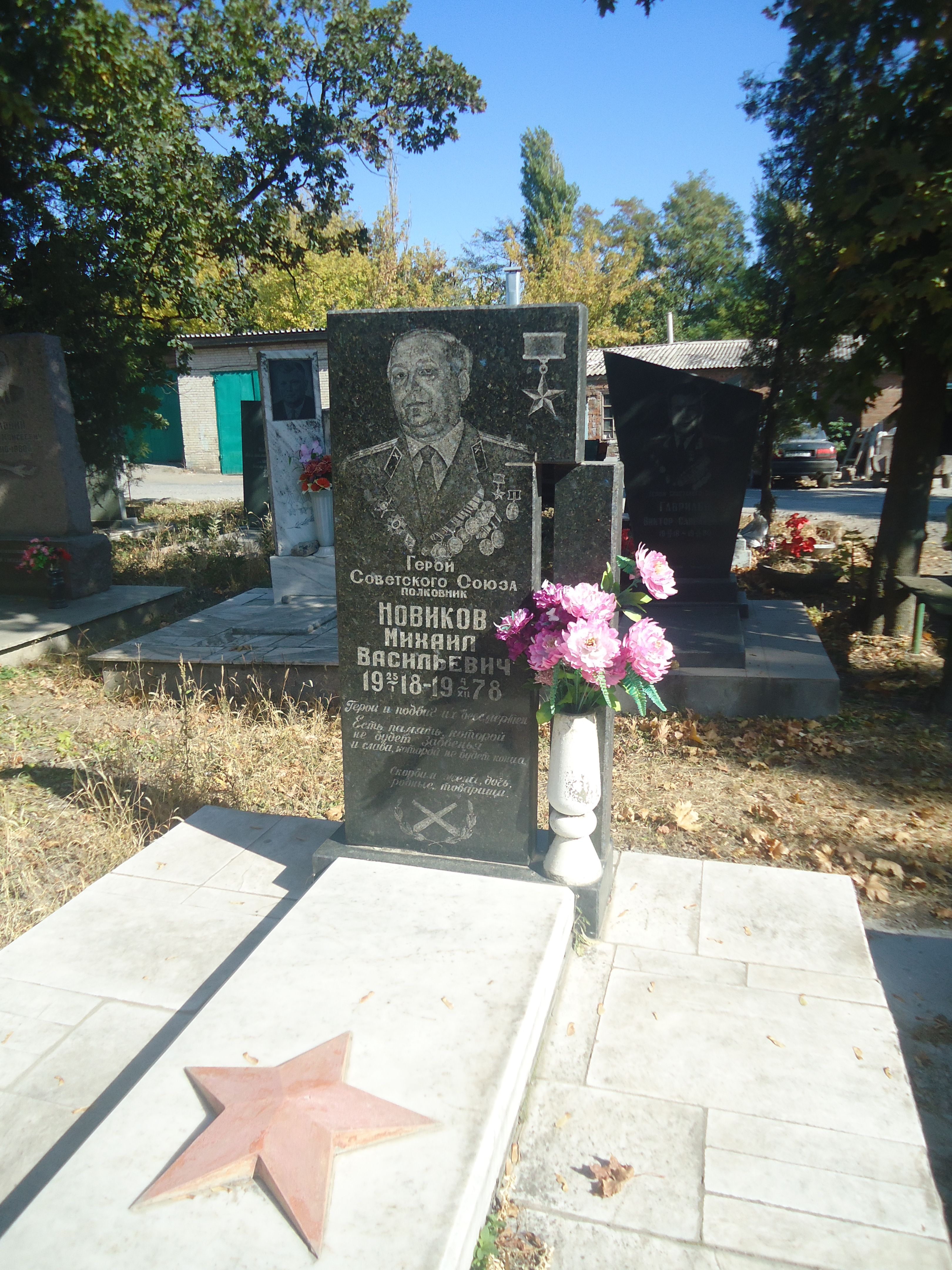
Новиков Михаил

Но́виков Михаи́л Васи́льевич (25 января 1918 года — 4 декабря 1978 года) — полковник Советской Армии, участник Великой Отечественной войны, Герой Советского Союза.

## Биография
Родился 25 января 1918 года на хуторе Моженевский (сейчас Неклиновский район, Ростовская область) в семье крестьянина. Окончил 6 классов средней школы.
В РККА с 1939 года. Участвовал в Советско-финской войне.
Был командиром отделения 272-го стрелкового полка (123-я стрелковая дивизия, 7-я армия, Северо-Западный фронт). В феврале 1940 года заменил в бою выбывшего из строя командира взвода, под командованием Новикова взвод успешно отражал атаки противника.
15 февраля 1940 года Новикову удалось блокировать и уничтожить три дота врага.
Указом Президиума Верховного Совета СССР от 21 марта 1940 года за образцовое выполнение боевых заданий командования на фронте борьбы с финской белогвардейщиной и проявленные при этом отвагу и геройство младшему командиру Новикову было присвоено звание Героя Советского Союза.
В 1941 году окончил Ленинградское пехотное училище, в 1942 году — курсы «Выстрел».
В боях Великой Отечественной войны с августа 1942 года. В 1947 году окончил Военную академию имени Фрунзе.
В 1957 году Новиков ушёл в запас в звании полковника. Жил в Таганроге.
Умер 4 декабря 1978 года. Похоронен на Новом кладбище в Таганроге.

## Награды
- Медаль «Золотая Звезда» № 345.
- Орден Ленина.
- Орден Отечественной войны II степени.
- Орден Красной Звезды.
- Другие награды.

## Память
- В Таганроге, на доме, где жил Новиков, установлена мемориальная доска.